# Виноградов, Валентин Николаевич
Валентин Николаевич Виноградов (7 октября 1933, Баку — 15 июля 2011, Москва) — советский и российский режиссёр кино и дубляжа, сценарист, актёр. Член Союза кинематографистов России.

## Биография
Валентин Виноградов родился в Баку Азербайджанской ССР (ныне Азербайджан). В 1954—1959 годах учился на режиссёрском факультете ВГИКа в мастерской Михаила Ромма, был однокурсником Андрея Тарковского и Василия Шукшина.
В кино с 1956 года. Дебютировал как актёр в курсовой работе Андрея Тарковского, Марии Бейку и Александра Гордона «Убийцы», в котором исполнил роль гангстера.
По окончании ВГИКа была распределён на студию «Беларусьфильм». В 1961 году дебютировал в режиссуре фильмом «День, когда исполняется 30 лет». Затем последовала драма «Письма к живым».
В 1966 году поставил притчу о войне «Восточный коридор» по заказу Петра Машерова, который хотел увидеть фильм о партизанах, «такой, как югославская »Козара'« <…> только о белорусах». Сценарий Виноградов и Айзик Кучар написали на основе свидетельств реальных участников войны. По словам режиссёра, в нём «всё было неоднозначно <…> героев вообще не было» и, кроме того, «многое в этом сценарии связано с евреями. Еврейская тема шла от Кучара, ему было важно высказаться». Фильм испытал жёсткое давление советской цензуры и только чудом вышел в прокат минимальным тиражом.
Ещё большие цензурные нападки вызвала следующая режиссёрская работа Виноградова — «Далеко от войны» по повести Юрия Нагибина, вышедшая в прокат в сокращенном и перемонтированном чужими руками виде под названием «Жди меня, Анна». После этого Виноградов уехал в Москву.
С 1968 года — на студии «Лентелефильм», был одним из создателей этого творческого объединения.
В 1969 году начал снимать на центральном телевидении сериал «Синяя пустошь», однако съёмки фильма были прерваны цензурой: из 8 серий было снято только 4, и они так и не дошли до экрана.
В 1974 году его студенческий друг Василий Шукшин помог поставить фильм «Земляки» по своему сценарию. После драмы о гражданской войне «Белый танец» (1981) Виноградов навсегда ушёл из режиссуры игрового кино, хотя в 1988 году он планировал снять картину по роману Сергея Залыгина «Солёная падь», однако этого ему сделать вновь не дали. В последние годы работал как сценарист и режиссёр дубляжа.

## Фильмография

### Режиссёрские работы
| - 1961 — День, когда исполняется 30 лет - 1964 — Письма к живым - 1966 — Восточный коридор - 1969 — Далеко от войны («Жди меня, Анна») - 1969 — Синяя пустошь - 1974 — Земляки - 1981 — Белый танец | - 1966 — Восточный коридор (соавтор сценария) - 1974 — Земляки (соавтор сценария) - 1977 — Кольца Альманзора - 1981 — Белый танец - 1992 — Господа артисты (соавтор сценария) |  |

### Актёрские работы
- 1956 — Убийцы — Эл, гангстер

### Вокал
- 1984 — Пеппи Длинныйчулок — клоун Бук

### Режиссёр дубляжа
- 1962 — Джентльмен из Эпсома / Le Gentleman d’Epsom
- 1977 — Гнездо саламандр / Cuibul salamandrelor
- 1978 — Несостоявшийся репортаж / Drying Up the Streets
- 1978 — Анатомия заговора / Autopsie d’un complot
- 1980 — Утренние звёзды / Gwiazdy poranne
- 1980 — О.Н.А. (Особо надёжный агент) / S.H.E: Security Hazards Expert
- 1980 — Награда / Tribute
- 1981 — Последние цветы художника / Stefan Luchian
- 1981 — Послезавтра в полночь
- 1981 — Закон любви / Banovic Strahinja
- 1982 — Тоска Вероники Фосс / Die Sehnsucht der Veronika Voss
- 1982 — Грог / Grog
- 1982 — Человек с Кап-Аркона / Der Mann von der Cap Arcona
- 1982 — Доктор Фаустус / Doktor Faustus
- 1982 — Чужая вотчина
- 1983 — Последний поезд / Poslední vlak
- 1983 — Басни Эзопа / Manga Isoppu monogatari
- 1983 — Хочу быть счастливым / Pismo — Glava
- 1983 — Дело 205/1913 / Delo 205/1913
- 1983 — Чудо невиданное / Cudo nevidjeno
- 1983 — Влюблённые / Szeretök
- 1983 — Рембетико / Rembetiko
- 1984 — Гол забит / Hip Hip Hurray
- 1984 — Вспышка / Flashpoint
- 1984 — Король Дроздовик / Král Drozdia Brada
- 1985 — Честь семьи Прицци / Prizzi’s Honor
- 1985 — Джинджер и Фред / Ginger E Fred
- 1985 — Семена мести / Avaeté — Semente da Vingança
- 1986 — Застигла меня ночь / Zastihla me noc
- 1986 — Имя розы / Der Name der Rose
- 1986 — Вальс на зыбкой почве / Banánhéjkeringö
- 1987 — Городок лотосов / Fu rong zhen
- 1987 — Любовь на минном поле / Amor en campo minado
- 1988 — Дом на Кэрролл-стрит / The House on Carroll Street
- 1988 — Галка / Cavka
- 1988 — Время цыган / Time of the Gypsies
- 1989 — Кровь, слёзы, любовь, месть / Xue lei qing chou
- 1990 — Ты, который на небе / Ti, koyto si na nebeto
- 1990 — Крепкий орешек 2 / Die Hard 2 (кинотеатральный дубляж)
- 1991 — Горячие головы! / Hot Shots!
- 1991 — Ближний круг
- 1993 — Горячие головы! Часть вторая / Hot Shots! Part Deux
- 1994 — Младенец на прогулке, или Ползком от гангстеров / Baby’s Day Out